# No One Like You
«No One Like You» es una canción de la banda alemana de hard rock y heavy metal Scorpions, publicada como sencillo en 1982 por los sellos Harvest/EMI y Mercury Records e incluida como la tercera pista del disco Blackout (1982). Escrita por el vocalista Klaus Meine y el guitarrista Rudolf Schenker, su grabación se realizó entre noviembre de 1981 y enero de 1982 en los estudios Dierks en Colonia (Alemania). En febrero de 1981, la banda se había reunido en Grasse (Francia) para iniciar la grabación del álbum, pero un grave problema vocal de Meine provocó postergar todo el proceso. El daño era tal, que tuvo que operarse dos veces y reentrenar su voz por cerca de seis meses. Como aún no estaba en condiciones para cantar, el productor Dieter Dierks invitó al estadounidense Don Dokken para que interpretara los tonos altos de los coros de determinadas pistas, entre ellas esta. Al final, Meine grabó todas las partes vocales, por lo que Dokken ha asegurado que es difícil saber si su voz terminó en el producto final o no. Aunque en ocasiones es considerada una de sus «idiosincráticas power ballads», hay varios elementos en su música, como los power chords y el solo de guitarra, que la alejan de esa nominación para calificarla de hard rock.
Una vez en el mercado, alcanzó diversas posiciones en las listas musicales, destacando el puesto 3 en las de Francia y Polonia. En la Norteamérica anglosajona, entró en los recuentos de las revistas Cashbox y Billboard. En esta última llegó hasta la cima del Mainstream Rock Tracks y se convirtió en una de las canciones de hard rock más reproducidas en las radios de ese país durante 1982. Por su parte, recibió críticas favorables por parte de la prensa especializada, que destacó su melodía, la capacidad de la banda de hacer un tema pesado, pero accesible a un público variado y la nombró una de las mejores del álbum.
Con el paso de los años, la banda la ha interpretado en vivo en varias oportunidades y, por ello, ha figurado en varios álbumes en directo como World Wide Live (1985). De hecho, para promocionar esta producción, se lanzó nuevamente como sencillo. Además, Scorpions la regrabó en 2011 con la tecnología de entonces para el recopilatorio Comeblack y la arregló en formato acústico para el MTV Unplugged - Live in Athens de 2013. Por su parte, otros artistas la han versionado para sus propias producciones de estudio.

## Antecedentes

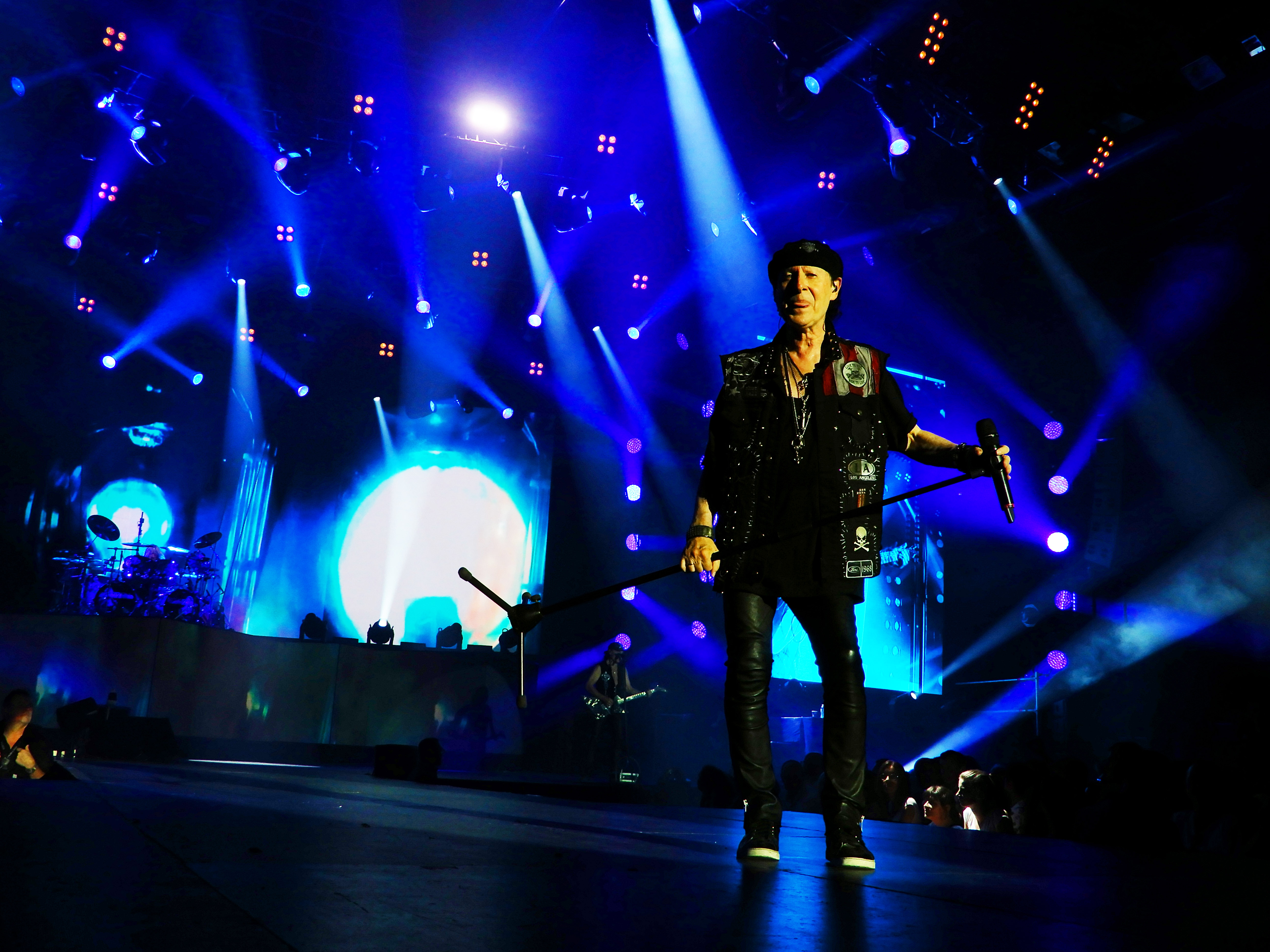
Klaus Meine tuvo un grave problema vocal que obligó a paralizar las sesiones de grabación de Blackout

En febrero de 1981 Scorpions comenzó a trabajar en un nuevo álbum de estudio, pero en medio de las sesiones de grabación llevadas a cabo en Grasse (Francia), Klaus Meine presentó un grave problema con su voz que obligó a postergar el proceso. En busca de una solución, viajó a Colonia (Alemania) para iniciar un tratamiento, pero el daño era tan severo que tuvieron que operarlo. Aunque la cirugía fue un éxito, en mayo le encontraron unos nódulos en sus cuerdas vocales. Desalentado por la situación, pensó en renunciar a la banda, pero sus compañeros y familia lo alentaron para que buscara otros especialistas. Así fue como en Austria halló a un médico experto en cantantes, quien lo operó por segunda vez y le dio un reentrenamiento vocal por cerca de seis meses. Entretanto, en septiembre u octubre, los demás músicos se reunieron en los estudios Dierks en Colonia para continuar con la grabación. Como Meine aún no estaba recuperado del todo, el productor Dieter Dierks recurrió al cantante Don Dokken, porque consideraba que su voz tenía similitudes con la del alemán. La idea de Dierks era que Dokken cantara los tonos altos de determinadas pistas, entre ellas «No One Like You».

## Composición y grabación
La letra de «No One Like You» la escribió Klaus Meine, mientras que la música la compuso Rudolf Schenker. El guitarrista comentó que tardó cuatro años en tener la calidad suficiente como para incluirla en un álbum, ya que cada vez que se la presentaba a los demás músicos, siempre había algo que no les gustaba. De hecho, Meine era el más titubeante, pero luego de que sus compañeros lo convencieron, al final terminó escribiendo la letra. De acuerdo con la partitura publicada en Musicnotes por Alfred Publishing Co. Inc, el tema está compuesto en la tonalidad de la menor con un tempo de rock moderado de 120 pulsaciones por minuto. El rango vocal de Meine se extiende desde do5 a mi6, mientras que la del bajo va desde mi2 a mi3. En otra partitura publicada por el mismo sitio, dedicada a las guitarras, existen dos rangos para ellas: una va desde fa3 a la6 y la otra de mi3 a la6.
Aunque en ocasiones es considerada una de sus «idiosincráticas power ballads», hay varios elementos en su música, como los power chords y el solo de guitarra, que la alejan de esa nominación para calificarla de hard rock, según el crítico Martin Popoff. En un análisis escrito por Mike DeGagne, para el sitio web AllMusic, menciona que la canción está construida en torno a la «explosiva voz de Meine», la cual es «cargada y con mucho cuerpo en el estribillo, pero maravillosamente sutil en el resto de la melodía». Por su parte, los riffs de guitarra son «simples y atractivos», y «blanden la cantidad perfecta de estilo de hard rock sin exagerar», a pesar de su sonido «cliché». Sobre los mismos riffs, DeGagne explica, además, que son «cortos y densos, y crean un semblante de rock eficaz». Musicalmente, «presenta una transición de ligera a dura, con solo una guitarra y algunos golpes sólidos de batería acompañando a Meine durante el estribillo». Tanto en la introducción como en el solo, el guitarrista Matthias Jabs interpreta una doble armonía, técnica que usaba años antes de ingresar a Scorpions.
A pesar de la reunión entre septiembre u octubre, en donde Don Dokken participó, la pista que quedó en el álbum —al igual que las demás de las otras canciones—, se registró entre noviembre de 1981 y enero de 1982 en los estudios Dierks. Meine, ya con su voz recuperada, grabó todas las partes vocales, incluido las notas altas de los coros, por lo que Dokken ha señalado que es difícil saber si su voz terminó en el producto final o no.

## Lanzamiento
«No One Like You» salió a la venta el 22 de marzo de 1982 como uno de los sencillos de Blackout, a través de Harvest/EMI en Europa y de Mercury Records en los Estados Unidos. Editado en el formato vinilo de 7", su lado B lo ocupó «Now!», otra de las pistas del álbum. RCA Records, su distribuidor en Australia, publicó en ese país una versión con «Blackout» como lado B. Por su parte, en los Estados Unidos, además de la edición de siete pulgadas, el sello Mercury publicó una versión sencillo promocional que no estuvo a la venta y poseía en cada cara del disco la misma canción, pero con duraciones diferentes: una de 3:55 y otra de 3:06 minutos.
En 1985, para promocionar al álbum en vivo World Wide Live, los sellos Harvest y EMI publicaron únicamente en Europa «No One Like You Live!», que de acuerdo con la página web oficial de la banda, salió al mercado el 7 de enero de 1985. En esta ocasión, se editó en dos formatos; el vinilo de 7" contó con «The Zoo» como lado B, mientras que en el doce pulgadas lo ocupó tanto de «The Zoo» como «Big City Nights». Cabe indicar que todas las canciones de estas dos ediciones estaban en vivo, extraídas precisamente del mencionado álbum.

## Video musical

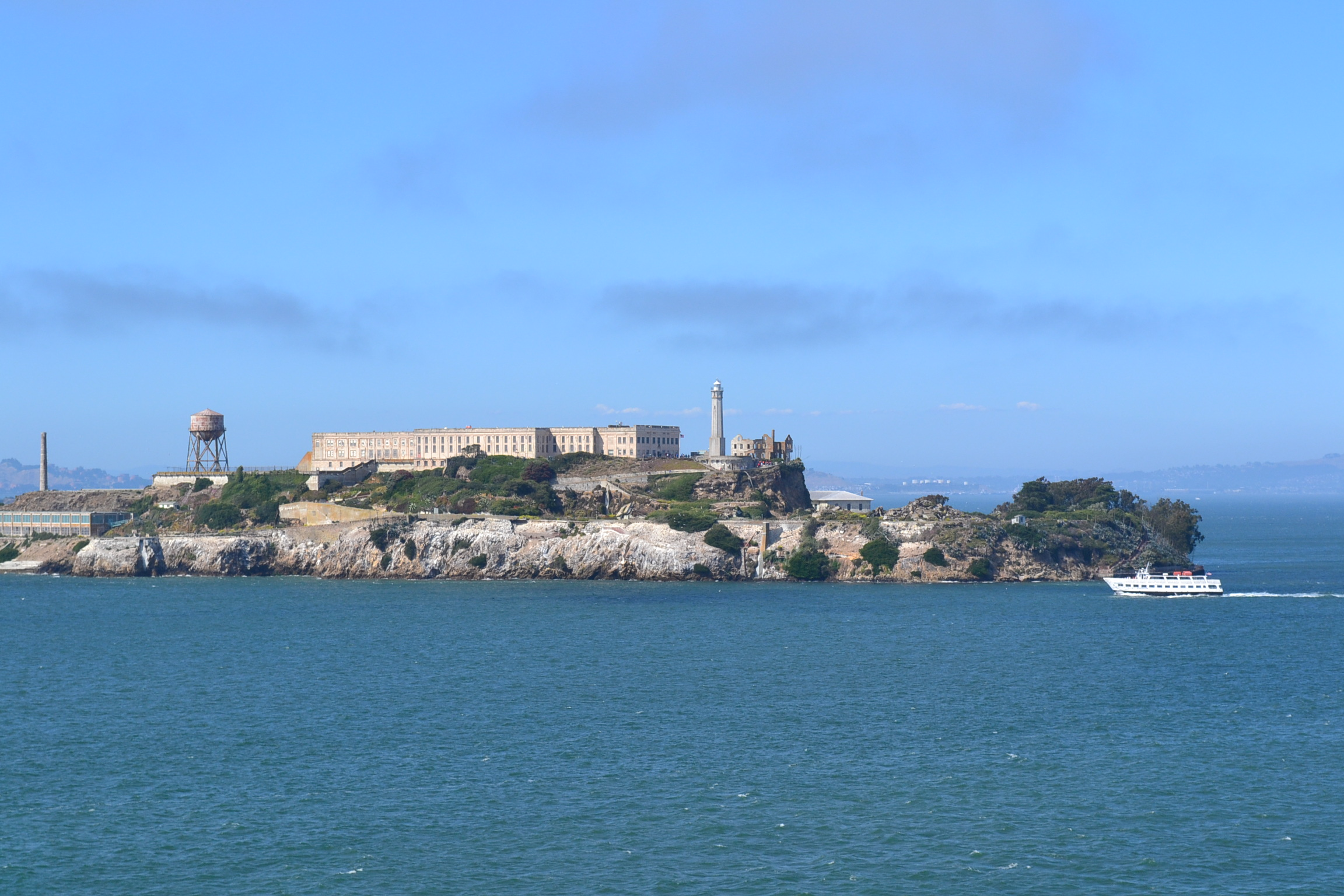
La prisión de la Isla de Alcatraz, en 2010

En 1982 se realizó la grabación del videoclip, cuya dirección estuvo a cargo de Hart Perry de la productora audiovisual Holographic Film Co. Con la idea de «hacer algo diferente», la gerencia de la banda consiguió los permisos necesarios para rodarlo en la prisión de la Isla de Alcatraz en la bahía de San Francisco (California). Si bien los autorizaron por un día, la grabación tenían que realizarla en la noche. Así que llegaron en la tarde con todo el equipo de producción, incluido una silla eléctrica de utilería, que muchos turistas que estaban presentes pensaron que era real y se fotografiaron sentados en ella. Meine explicó que la situación fue «inusual», porque tenían acceso a todos los rincones del edificio. La grabación se llevó a cabo hasta la madrugada y muchas escenas tuvieron que repetirlas en incontables oportunidades. A pesar del permiso extraordinario que consiguieron, el presupuesto para el video fue «realmente bajo», según Meine. Al otro día, en el bote de regreso a San Francisco, se percataron que el bajista Francis Buchholz se había quedado en la isla. Desde el punto de vista de Meine, la situación fue tragicómica:

La parte más graciosa fue cuando Francis se quedó dormido en una de las celdas que accidentalmente fue cerrada. Él despertó y estaba gritando que lo dejaran salir. Se había comportado mal, así que decidimos dejarlo allí un rato para que se refrescara. Para la mayoría de nosotros fue la primera vez que probamos la prisión y no nos gustó. Todos decidimos intentar hacer nuestro mejor esfuerzo para evitar lugares como ese en el futuro cercano, a menos que estuviéramos haciendo otro video.

## Recepción

### Crítica
«No One Like You» recibió críticas positivas por parte de la prensa especializada. La revista Billboard reseñó que era una de las mejores canciones del álbum, junto a «Blackout», «Dynamite» y «When the Smoke is Going Down». De hecho, junto a esta última, «muestran el lado de la banda más accesible a la radio estadounidense». Cashbox comentó que «aunque el grupo muestra los habituales riffs de hard rock en el estribillo, lo equilibran con una guitarra y un toque vocal más ligero y melódico». El crítico canadiense Martin Popoff destacó sus «directos, memorables y mordaces power chords» y el «maravilloso solo de guitarra que atraviesan los circuitos de la memoria y una vez incrustado, nunca salen». Mike DeGagne, de AllMusic, señaló que esta canción llevó al álbum Blackout «a la semiprominencia, gracias a la fuerza del hard rock», cuyo «sonido simple pero pesado podría complacer a más de una audiencia». Además, expresó que «inició el éxito comercial de los Scorpions», y «debido a la sensación de rock amigable, la banda logró retener a los fans que han estado con ellos todo el tiempo». Su compañero en el mismo sitio web, Barry Weber, en la reseña a Blackout, consideró a «No One Like You» un «heavy metal pegadizo» y el primer éxito de la banda en las listas.
Avinash Mittur, del sitio web Metal Assault, expresó que «demostró que la música metal podía atraer a una audiencia pop sin comprometer su pesadez o virtuosismo». Eduardo Rivadavia, de Ultimate Classic Rock, lo posicionó en el puesto siete de las diez mejores canciones de la agrupación y reseñó que «se convirtió en un éxito importante y, además, ayudó a traspasar las puertas de MTV, llevando el perfil profesional de los Scorpions en Estados Unidos al siguiente nivel». En un ranquin similar, pero a los álbumes de la banda, Rivadavia señaló que Blackout irrumpió en las listas gracias a varios aspectos, entre ellas, a las «irresistibles melodías y estribillos de "Arizona" y "No One Like You». Malcolm Dome de Classic Rock destacó su «sensibilidad pop rock». Loudwire lo nombró un «punto culminante» y «deslumbrante protagonista» del álbum. Por su parte, Rolling Stone mencionó que «lanzó la carrera dorada de los Scorpions en los años ochenta, al mismo tiempo que ayudó a allanar el camino durante toda una era de éxitos del hard rock que fueron a la vez duros como un clavo y desarmable melódicos». En noviembre de 2004, la revista Kerrang! la incluyó en su lista de las 666 canciones que debes poseer.

### Comercial
En términos generales, el sencillo logró posiciones variadas en las listas musicales. En Francia llegó hasta el tercer lugar en el French Singles Chart, en julio de 1982. A su vez, en la semana del 16 de julio de 1982 también alcanzó esa misma posición en el recuento musical de Polonia. En el Reino Unido se situó en la casilla 64 del UK Singles Chart en la semana del 1 de mayo de 1982 y permaneció en la lista por cuatro semanas. Por su parte, en el Top 100 Singles de la revista británica Record Business logró el puesto 75 para la edición del 5 de abril de 1982.
En la Norteamérica anglosajona la situación fue un tanto similar. En Canadá alcanzó como máxima posición el puesto 49 en el Top 100 Singles de la revista RPM. En los Estados Unidos, logró la casilla 75 en el Top 100 Singles de Cashbox. Asimismo, en el Hot 100 de Billboard, «No One Like You» obtuvo el lugar 65 y se convirtió en la primera canción de Scorpions en entrar en ese conteo. Por su parte, para la semana del 29 de mayo de 1982 llegó hasta la cima del Mainstream Rock Tracks de la misma revista. Este hecho la posicionó como una de las canciones de hard rock más reproducidas en las radios estadounidenses durante ese año.
Por otro lado, la versión de 1985 logró la posición 40 en el Media Control Charts de Alemania y permaneció en ese recuento por nueve semanas consecutivas. De igual manera, obtuvo la 69 en el French Singles Chart de Francia. Más tarde, la organización World Wide Europe Awards (WWA) lo certificó con disco de platino, en representación a más de un millón de copias vendidas en Europa.

## Versiones

### Regrabaciones hechas por Scorpions
Algunas de sus interpretaciones en vivo han sido registradas y posteriormente editadas en algunas producciones en directo, como en los álbumes World Wide Live (1985) y Live 2011: Get Your Sting and Blackout (2011), y en el video de larga duración Live At Wacken Open Air 2006 (2008). En 2011, la banda la regrabó con la tecnología de entonces para el recopilatorio Comeblack. Dos años más tarde, la arreglaron en formato acústico para el MTV Unplugged - Live in Athens.

### Versiones realizadas por otros artistas
Con el pasar de los años, varios artistas han realizado sus propias versiones para sus respectivos trabajos. Uno de los primeros fue la agrupación de punk rock Lagwagon para su recopilatorio Let's Talk About Leftovers de 2000. En 2002, Alex Skolnick Trio la adaptó en el estilo de jazz para su álbum Goodbye to Romance: Standards for a New Generation. En 2008, el exguitarrista de Dokken, George Lynch, la versionó junto con el vocalista de Love/Hate, Jizzy Pearl, para su álbum tributo Scorpion Tales. La banda estadounidense de rock cristiano ApologetiX la parodió, renombrándola «No One Likes You» y cambiándole la letra usando algunos versículos de la Biblia. En 2021, los raperos estadounidenses 42 Dugg y Roddy Ricch la samplearon para su canción «4 Da Gang».

## Lista de canciones
| Edición de 1982 |                   |                           |          |  |
| N.º             | Título            | Escritor(es)              | Duración |  |
| 1.              | «No One Like You» | Schenker, Meine           | 3:57     |  |
| 2.              | «Now!»            | Schenker, Meine, Rarebell | 2:35     |  |

| Edición de 1982 - versión australiana |                   |                           |          |  |
| N.º                                   | Título            | Escritor(es)              | Duración |  |
| 1.                                    | «No One Like You» | Schenker, Meine           | 3:57     |  |
| 2.                                    | «Blackout»        | Schenker, Meine, Rarebell | 3:50     |  |

| Edición de 1985 - vinilo de 7" |                             |                 |          |  |
| N.º                            | Título                      | Escritor(es)    | Duración |  |
| 1.                             | «No One Like You» (en vivo) | Schenker, Meine | 4:07     |  |
| 2.                             | «The Zoo» (en vivo)         | Schenker, Meine | 4:49     |  |

| Edición de 1985 - vinilo de 12" |                             |                 |          |  |
| N.º                             | Título                      | Escritor(es)    | Duración |  |
| 1.                              | «No One Like You» (en vivo) | Schenker, Meine | 4:07     |  |
| 2.                              | «Big City Nights» (en vivo) | Schenker, Meine | 5:46     |  |
| 3.                              | «The Zoo» (en vivo)         | Schenker, Meine | 4:49     |  |

## Posicionamiento en listas
| País           | Lista (1982)                    | Posición |
| -------------- | ------------------------------- | -------- |
| Canadá         | RPM Top 100 Singles             | 8        |
| Estados Unidos | Billboard Hot 100               | 65       |
| Estados Unidos | Cashbox Top 100 Singles         | 75       |
| Estados Unidos | Mainstream Rock Tracks          | 1        |
| Francia        | French Singles Chart            | 3        |
| Polonia        | Polish Music Charts             | 3        |
| Reino Unido    | Record Business Top 100 Singles | 75       |
| Reino Unido    | UK Singles Chart                | 64       |
| País           | Lista (1985)                    | Posición |
| Alemania       | Media Control Charts            | 40       |
| Francia        | French Singles Chart            | 69       |
| País           | Lista (2017)                    | Posición |
| Estados Unidos | Hard Rock Digital Song Sales    | 18       |

## Certificaciones
| Región | Organismo certificador         | Certificación | Ventas certificadas | Ref.   |
| ------ | ------------------------------ | ------------- | ------------------- | ------ |
| Europa | World Wide Europe Awards (WWA) | Platino       | 1 000               | [ 42 ] |

## Créditos
| - Klaus Meine: voz - Rudolf Schenker: guitarra rítmica - Matthias Jabs: guitarra líder - Francis Buchholz: bajo - Herman Rarebell: batería | - Dieter Dierks: producción |

Fuente: Contraportada de «No One Like You».